# 1986
1986 (MCMLXXXVI) var ett normalår som började en onsdag i den gregorianska kalendern.

## Händelser

### Januari
- 1 januari – Portugal och Spanien går med i Europeiska gemenskaperna (EG)
- 3 januari – Kungsörnens kvarn (Saltsjöqvarn) i Stockholm brinner ner under ett helt dygn.
- 8 januari – Bioteknikföretaget Fermentas VD Refaat El-Sayed och Volvos Pehr G. Gyllenhammar tillkännager samgående [1].
- 9 januari – En AIDS-smittad svensk sprutnarkoman döms till tvångsvård för att förhindra smittspridning.
- 12 januari
  - Franklin R. Chang-Diaz från Costa Rica blir den förste latinamerikanen i rymden då han följer med på rymdfärjan Columbias sjunde uppdrag.
  - Undantagstillstånd införs i Sydafrika [2].
- 14 januari – Förre svenske justitieministern Ove Rainer utses till VD för AB Svensk Bilprovning [3].

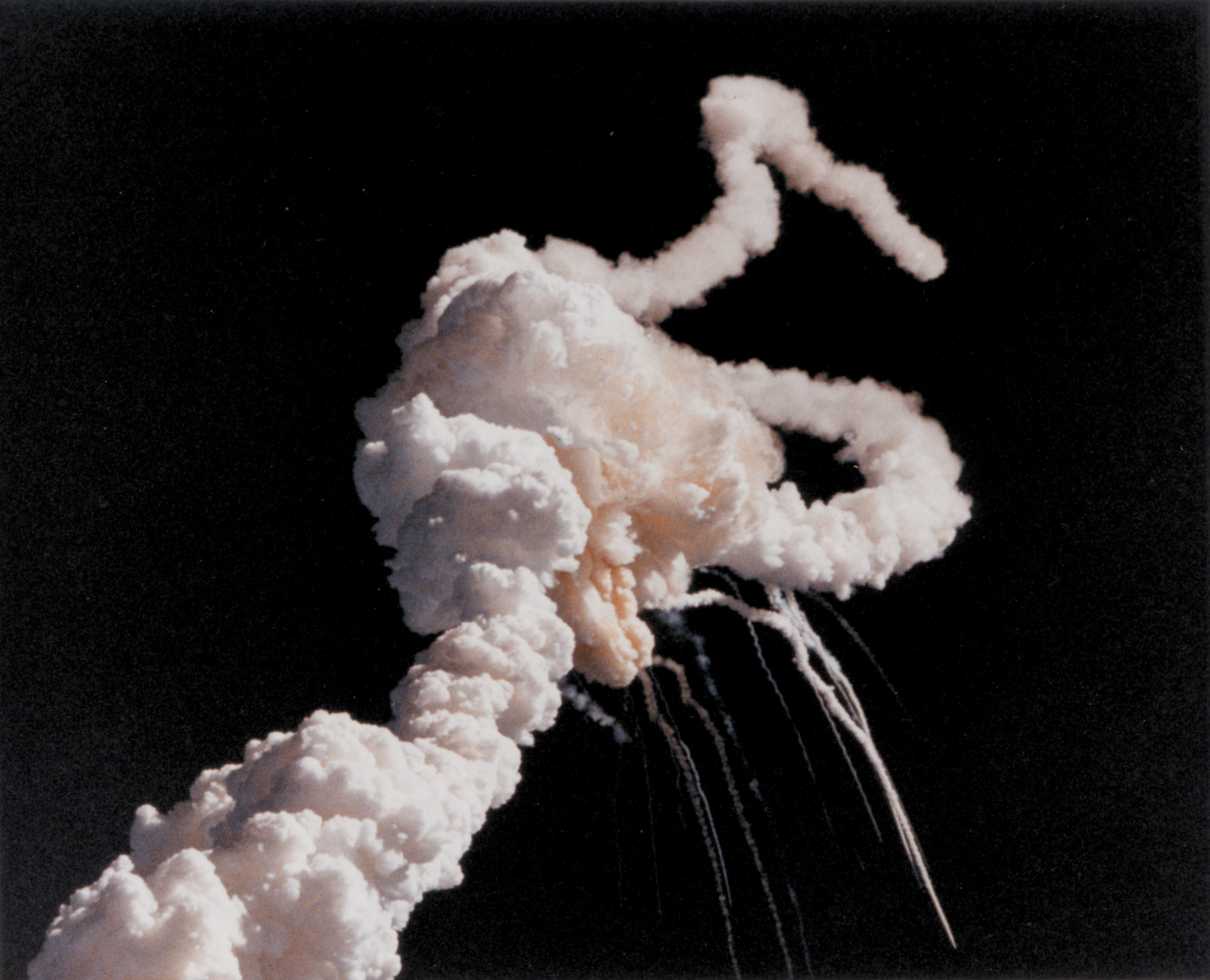
Challenger exploderar.

- 18 januari – 96 personer omkommer vid en flygolycka i Flores, Guatemala [4].
- 20 januari – Storbritannien och Frankrike enas om att gräva en tunnel under Engelska kanalen [5].
- 28 januari – Den amerikanska rymdfärjan Challenger exploderar strax efter uppskjutning och hela besättningen, bestående av sju personer, omkommer [6].
- 31 januari – Sture Allén efterträder Lars Gyllensten som Svenska Akademiens ständige sekreterare [3].

### Februari
- 10 februari – 474 personer åtalas vid en rättegång mot maffian i Palermo [5].
- 12 februari – Björn Gillberg anklagar Refaat El-Sayed för falsk doktorstitel och Fermenta för miljöbrott.
- 17 februari
  - 70 personer omkommer i en tågolycka i Limache, Chile [4].
  - Europeiska enhetsakten undertecknas i Luxemburg.

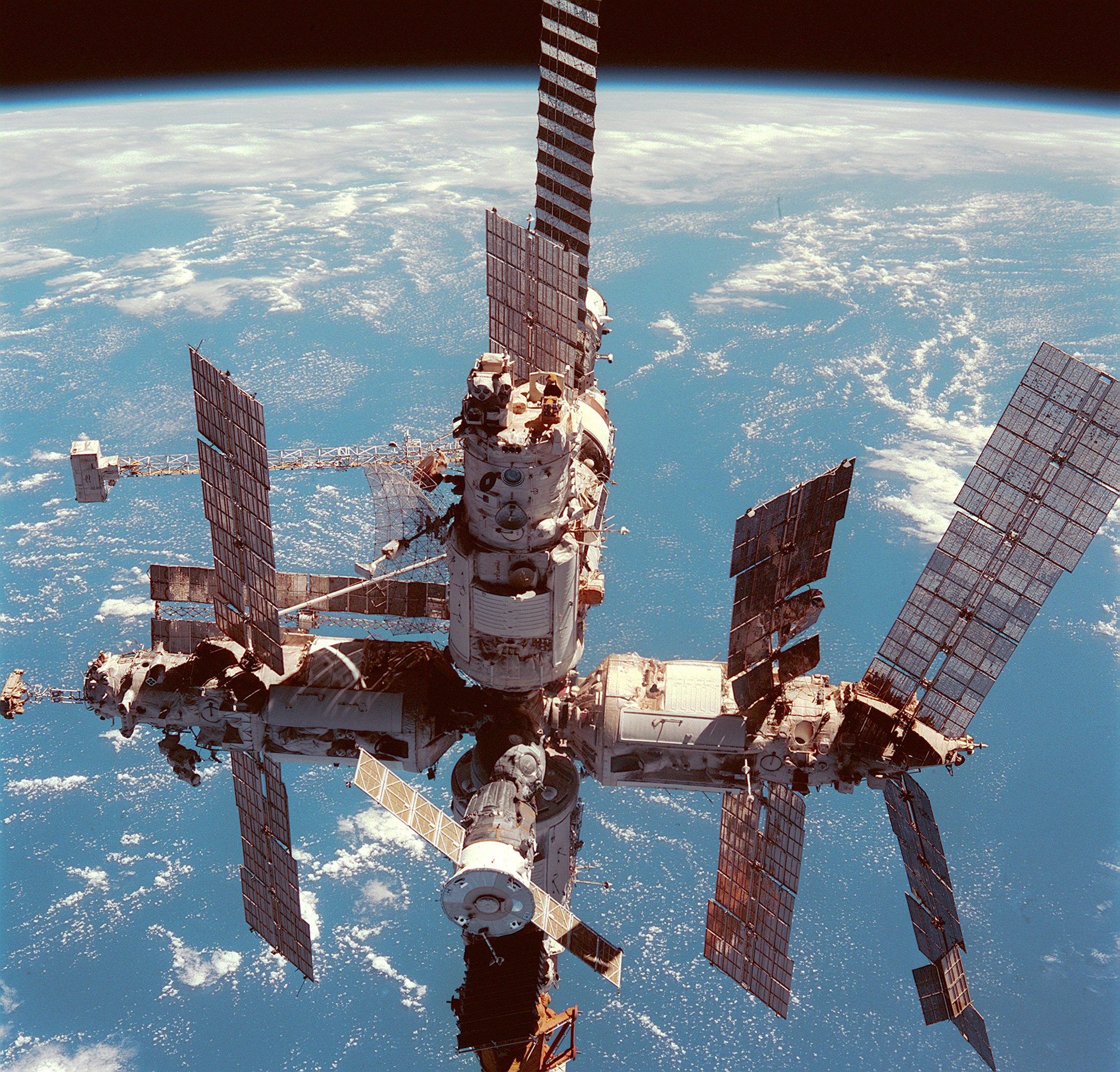
Sovjetunionen skjuter upp rymdstationen Mir.

- 19 februari – Sovjetunionen skjuter upp rymdstationen Mir.
- 19 februari – Efter att ha väntat 37 år godkänner USA:s senat ett avtal som förbjuder folkmord.
- 22 februari – Den första svenska satelliten, Viking, sänds upp.

- 25 februari

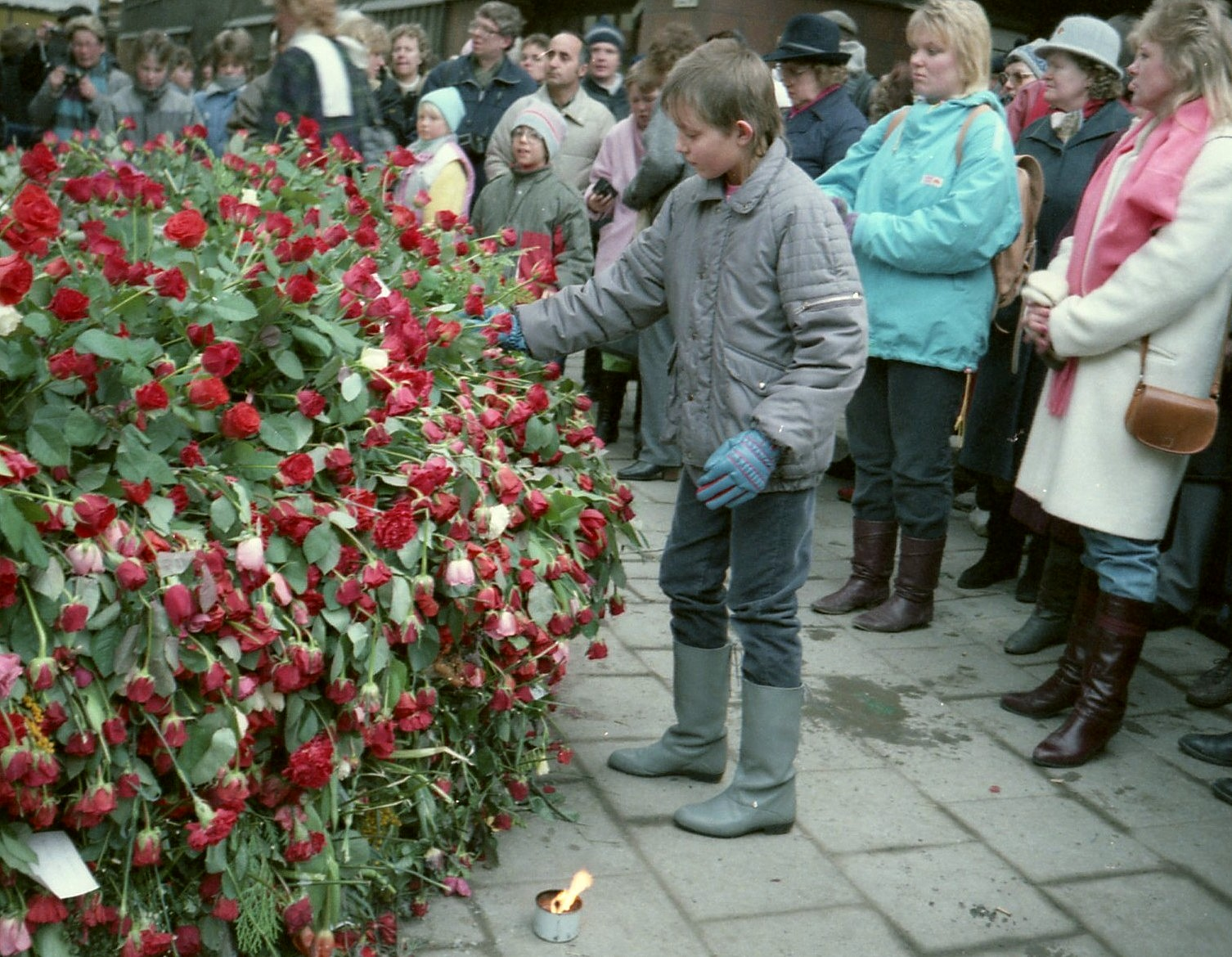
Olof Palme mördad.

  - Filippinernas korrumperade president Ferdinand Marcos flyr till Hawaii [6] efter att ha förlorat presidentvalet mot Corazon Aquino, änka efter mördade oppositionspolitikern Benigno Aquino [5].
  - Refaat El-Sayed avgår som Fermentas VD och aktierna rasar sedan det visat sig att han har ljugit om sin doktorshatt. Samarbetet med Volvo spricker [1], och han förlorar sitt rykte som företagsledare [3].
- 28 februari – Sveriges statsminister Olof Palme faller offer för en mördares revolverkula när han tillsammans med sin fru Lisbeth går hem från ett biografbesök i centrala Stockholm [6]. Klockan är 23.21 då han av okänd gärningsman skjuts ner i korsningen vid Sveavägen och Tunnelgatan i Stockholm, där skotten träffar honom i ryggen. Kaos utbryter på svenska polisens ledningscentral, och rikslarmet går först 2,5 timmar efter mordet [3].

### Mars
- 1 mars – Olof Palme dödförklaras klockan 00.06.
- 3 mars – Ingvar Carlsson väljs till ny partiordförande för Socialdemokraterna [6].
- 5 mars – 16 personer omkommer vid en lavinolycka i Norge [4].
- 12 mars – Ingvar Carlsson utses till ny svensk statsminister [1].
- 15 mars – Representanter för 132 stater kommer till Olof Palmes begravning och över 100 000 människor kantar kortegevägen, när Olof Palme begravs i vit kista på Adolf Fredriks kyrkogård [6]. Totalt finns 1 700 icke-svenska gäster på begravningsakten i Stockholms stadshus.
- 20 mars – Sveriges energiminister Birgitta Dahl beslutar att upprusta Ringhals 2 tvärt emot miljörörelsens vilja.
- 22 mars – USA genomför atombombsprov i Mojaveöknen i Nevada trots protester både inom och utom landet.
- 23 mars – Det finländska fartyget Karelia går på grund utanför Gotska Sandön, varvid sex personer omkommer.
- 24 mars – Konflikt mellan USA och Libyen [7].
- 25 mars – USA transporterar med obeväpnade militärhelikoptrar och besättningsmän honduranska soldater till Nicaragua för att slå tillbaka nicaraguanska soldater [8].
- 26 mars – USA:s president Ronald Reagan meddelar för USA:s kongress att USA:s soldater i Sidrabukten angripits av libyska missiler och att USA svarat med missiler [8].
- 31 mars – 166 personer omkommer då ett passagerarflygplan störtar över Mexiko [4]. Flygplanet är en Boeing 727 från Mexicana och kraschen sker vid Maravatio.[9]

### April

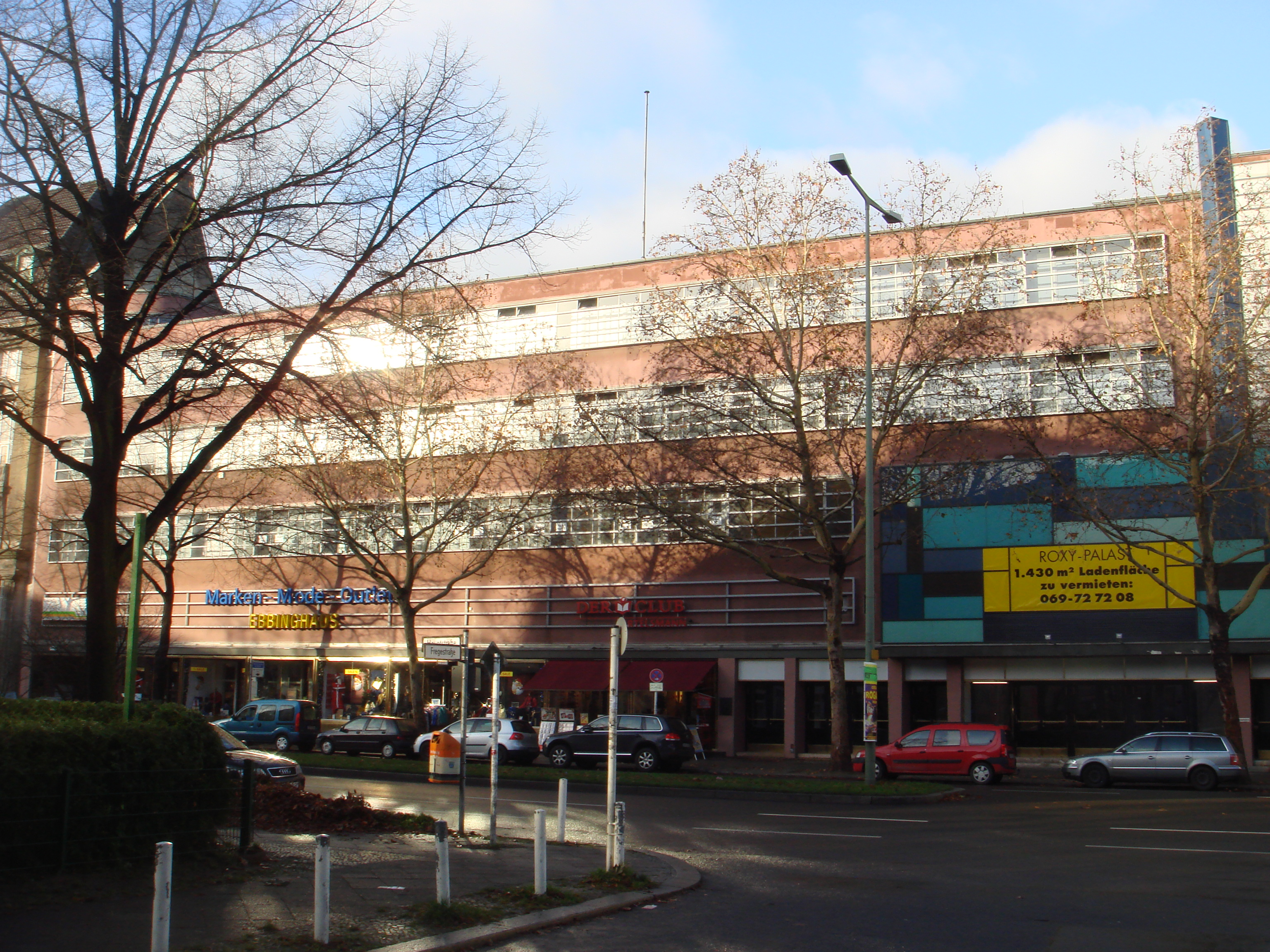
Diskoteksbombningen i Västberlin 1986.

- 1 april – Bofors får en vapenexportorder av Indien värd 8,4 miljarder SEK, största enskilda ordern någonsin i svenskt näringsliv [6]. Ordern omfattar 400 artilleripjäser [1].
- 5 april – 3 personer omkommer och 229 skadas när en bomb exploderar i diskoteket La Belle i Västberlin, Västtyskland. USA:s president Ronald Reagan anklagar Libyens ledare Muammar al-Gaddafi för att ligga bakom dådet.
- 15 april – Amerikanska stridsflygplan fäller bomber över Tripoli och Benghazi i Libyen. USA:s president Ronald Reagan förklarar att anfallen är vedergällning för diskoteksbombningen i Västberlin den 5 april, som Libyen anklagas ligga bakom. Mellan 30 och 100 personer omkommer, och anfallen fördöms av FN:s generalförsamling.[6]
- 20 april – Cirka 400 personer drunknar då en överlastad färja kantrar i Bangladesh [4].
- 23 april – En del av Tunnelgatan i Stockholm får namnet Olof Palmes gata.

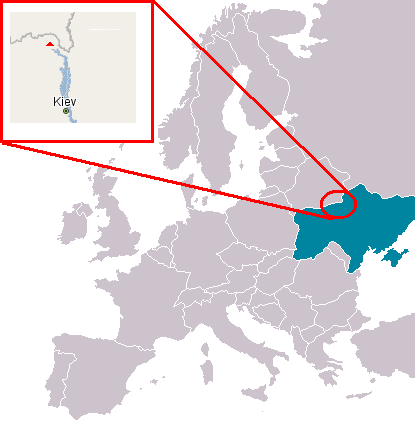
Tjernobylkatastrofen.

- 26 april – Tjernobylolyckan inträffar i ett kärnkraftverk i Tjernobyl i Ukrainska SSR, Sovjetunionen då reaktorn totalhavererar. Strålningen sprids bland annat till Sverige [6] då vindarna sprider ut radioaktivt stoft över Europa [10] och de flesta länder på Norra halvklotet träffas av någon form av stoft från olyckan.[11] Skador för nästan $7 miljarder orsakas.[11]
- 27 april – Kärnkraftverkets Tjernobyls närmaste stad Prypjat evakuerar snabbt sina invånare efter den mycket allvarliga kärnkraftsolyckan.
- 28 april – Radioaktiva moln från Tjernobylolyckan kommer in över Sverige, och sprids framför allt i de mellersta och norra delarna [1]. Den uppmätta strålningen är enligt SSI på ofarlig nivå [10].

### Maj
- 1 maj – Sovjetunionen erkänner att en kärnkraftsolycka inträffat i Tjernobyl.
- 2 maj – I Sverige uppmanar SSI bönderna att vänta med att släppa ut korna på bete efter Tjernobylolyckan [10].
- 4 maj – Kurt Waldheim vinner första omgången i presidentvalet i Österrike trots avslöjanden om ett nazistiskt förflutet.
- 13 maj – En sprängolycka inträffar vid en militärövning norr om Halmstad, Sverige varvid en person dör.
- 14 maj – Björn Ulvaeus och Benny Anderssons musikal Chess, med Tommy Körberg i en av huvudrollerna, har världspremiär i London [6].
- 15 maj – I trakterna kring Gävle, Sverige uppmäts höga strålningshalter efter Tjernobylolyckan. Älg- och fårkött i de mest nedfallsdrabbade områdena uppvisar höga halter av radioaktivt cesium [10].
- 16 maj – Filmen Top Gun släpps och gör succé.
- 17 maj – Chefsåklagaren K.G. Svensson lämnar Palmeutredningen efter samarbetsproblem med Hans Holmérs spaningsledning [1].
- 20 maj – Den spiondömde Bertil Ströberg friges efter halva strafftiden.
- 25 maj
  - Mer än fem miljoner amerikaner bildar en mänsklig kedja från New York till Long Beach i Kalifornien genom att hålla varandras händer i en manifestation för USA:s fattiga.
  - Cirka 600 personer omkommer vid ny färjekatastrof i Bangladesh [4].
- 26 maj – Svenska hårdrocksbandet Europe släpper albumet The Final Countdown som tar världen med storm.
- 28 maj – Kung Carl XVI Gustaf inviger Stenshuvuds nationalpark, som blir Sveriges 20:e nationalpark.[3]

### Juni

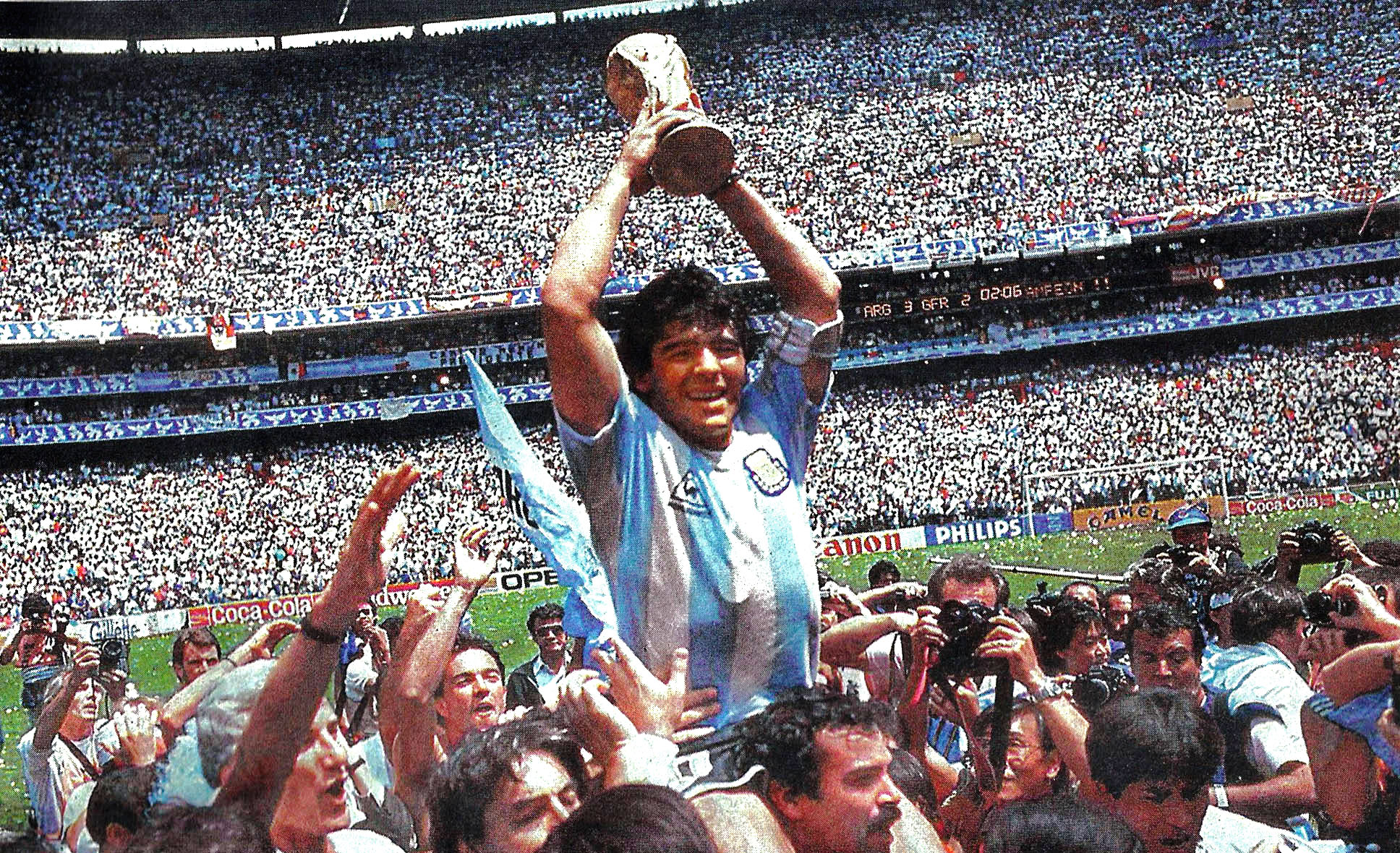
Världsmästerskapet i fotboll spelas i Mexiko. Argentina segrar.

- 1 juni – Världens längsta smörgåsbord, 729 meter, dukas på Kungsgatan i Stockholm av 94 restauranger [1].
- 5 juni
  - Den nyinrättade svenska tjänsten som diskrimineringsombudsman (DO) besätts med advokaten Peter Nobel [1].
  - I Sverige beslutar Livsmedelsverket att stoppa all renslakt i norra Sverige då halterna av radioaktivt cesium ökat 30 gånger efter Tjernobylolyckan [3]. De län där sommarslakten stoppas är Jämtland, Västerbotten och Västernorrland [10].
- 8 juni – Kurt Waldheim väljs till Österrikes president.
- 17 juni – Karin Söder väljs till Centerpartiets partiledare under stämman i Uppsala, och hon blir därmed den första kvinnliga partiledaren för ett riksdagsparti i Sverige [6].
- 20 juni – Vid Nickstabadet i Sverige misshandlas 21-årige Ronny Landin till döds av skinnskallar sedan han gått emellan i ett bråk med invandrare [5].
- 25 juni – Sveriges kor får släppas ut på bete igen för första gången sen Tjernobylolyckan [10].
- 29 juni – Argentina vinner VM-finalen i fotboll med 3-2 mot Västtyskland i Mexico City [6].

### Juli
- 1 juli – Sverige utökar lagen om användandet av bälte i bil under färd till att omfatta även baksätet [12].
- 6 juli – Vid Wimbledontennisturneringen vinner svenska paret Mats Wilander och Joakim Nyström herrdubbelfinalen [3].
- 10 juli – Norska regeringen förbjuder fallskärmshopp från Trollväggen i Ramsdal sedan fyra hoppare omkommit där.
- 23 juli – Engelske prinsen Andrew gifter sig med Sarah Ferguson [5].
- 29 juli – En postkassörska i Malmö erkänner att hon förskingrat sju miljoner kronor.

### Augusti

82 personer omkommer när en privat Piper PA-28 Cherokee kolliderar med en Douglas DC-9 av flygbolaget Aeroméxico, över en förort till Los Angeles, USA.

- 11 augusti – Ove Joensen når Köpenhamn efter att i 42 dagar ha paddlat från Färöarna.
- 21 augusti – En säck poströster från det svenska riksdagsvalet 1985 påträffas i Uddevalla. Dessa oräknade röster hade inte påverkat valresultatet.
- 22 augusti
  - Vulkangaser i Kamerun dödar 1 700 människor [13]. 20 000 personer måste lämna sina hem, och stora arealer odlingsbar mark förstörs [10].
  - Galenskaparna & After Shaves hyllade TV-serie Macken visas i TV för första gången.

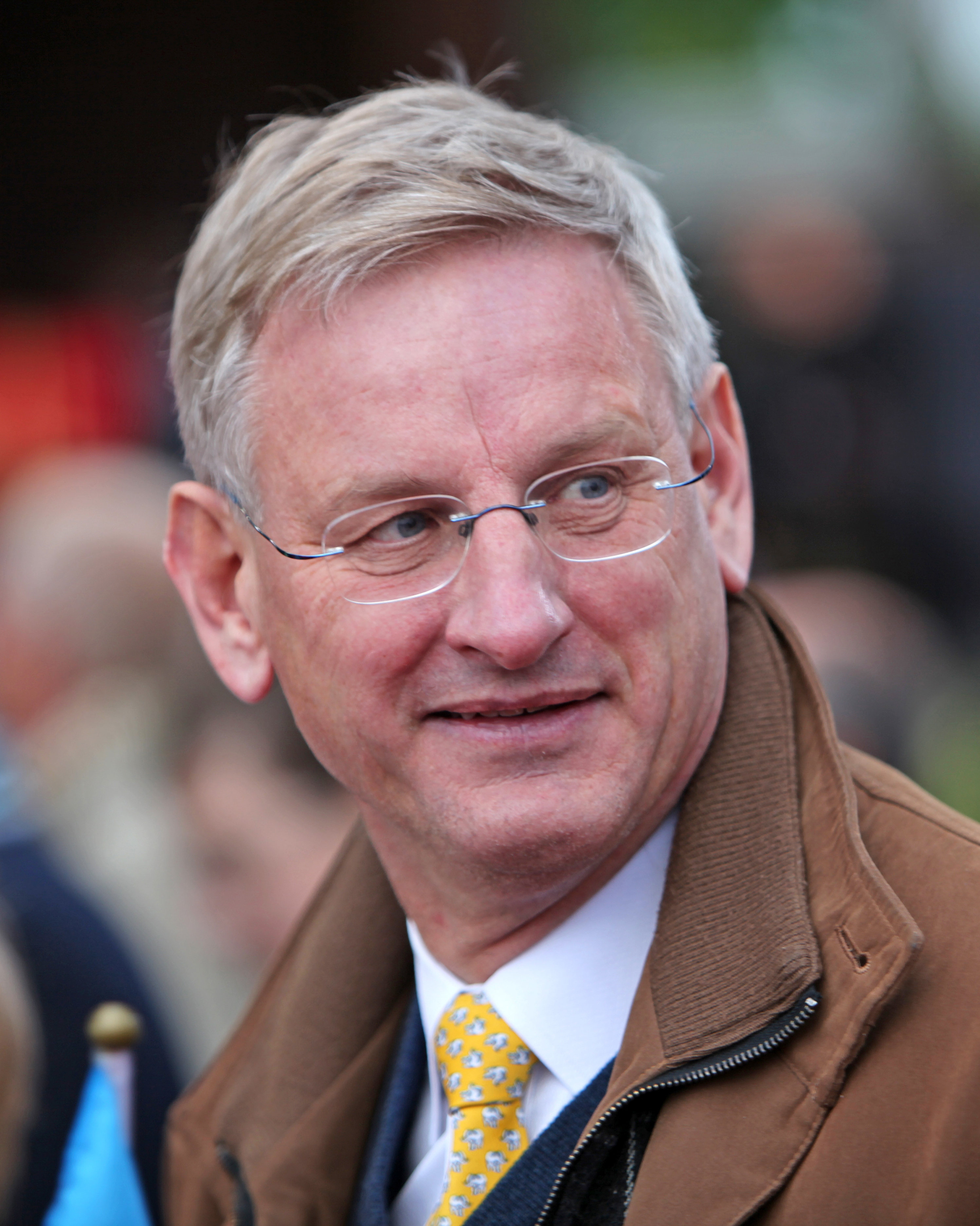
Carl Bildt väljs till Moderaternas partiledare efter Ulf Adelsohn.

- 23 augusti – 37-årige Carl Bildt väljs till Moderaternas partiledare efter Ulf Adelsohn [1] då partiet har extrastämma [3].
- 29 augusti – Det svenska kyrkomötet antar en ny psalmbok, där den första delen är ekumenisk [14].
- 30 augusti
  - 150 personer omkommer och 558 skadas vid en jordbävning i Vrancea, Rumänien
- 31 augusti
  - 82 personer omkommer när en privat Piper PA-28 Cherokee kolliderar med en Douglas DC-9 av flygbolaget Aeroméxico, över en förort till Los Angeles, USA.[4].
- Augusti – Företaget Apple slutar tillverka datorn Apple Lisa.

### September
- 5 september
  - Hotell Caledonien i Kristiansand, Norge brinner ner. 14 personer omkommer, däribland 4 svenskar.
  - 21 passagerare dödas vid upplösningen av ett kapardrama ombord på ett amerikanskt flygplan i Karachi.
- 1 september – Nintendo släpper konsolen NES, (Nintendo Entertainment System) i Sverige.
- 8 september – ANC:s kontor i Stockholm utsätts för ett sprängattentat.
- 9 september – Polisen spränger Maskeradligan en av Sveriges värsta rånarligor, som vid rån har uppträtt som poliser [1].
- 13 september – Palmeutredningen meddelar att man misstänker den kurdiska organisationen PKK för mordet [1].
- 14 september – Polen utlyser amnesti för politiska fångar. Flera ledande personer inom den förbjudna fackföreningen Solidaritet friges.
- 15 september – Frankrike inför visumtvång för länder utanför EG, undantaget Schweiz.
- 27 september – Metallicas basist Cliff Burton omkommer i Dörarp utanför Ljungby när bandets turnébuss kör av vägen.
- 29 september – Premiär för Penninglotteriets skraplott Triss.
- 30 september – Den smalspåriga järnvägen Växjö–Västervik räddas genom ett privat köp, och skall i fortsättningen användas som turistjärnväg [3].

### Oktober
- 1 oktober – Bengt Gustafsson blir svensk överbefälhavare.
- 7 oktober – "The Long run" startar, där tre stycken Saab 9000 2,0 Turbo körs 100 000 kilometer med en medelhastighet av 213,299 km/h.[15]
- 9 oktober – Sveriges regering ombildas. Svante Lundkvist avgår, Georg Andersson och Ulf Lönnqvist utnämns till statsråd, Mats Hellström, Anita Gradin och Birgitta Dahl får nya uppgifter.
- 10 oktober – 1 000 personer dödas vid jordskalv i El Salvador [13].
- 11 oktober – Förenta staternas president Ronald Reagan möter Sovjetunionens president Michail Gorbatjov i Reykjavik, Island.
- 15 oktober
  - Sovjetunionen kallar hem 8 000 soldater från Afghanistan.
  - Nya giftfynd görs på BT Kemis tomt [10].
- 21 oktober – 30 000 personer, främst inom vården, går i strejk i Sverige.
- 27 oktober – Ellis Island Medal of Honor delas ut för första gången.[16]

### November

Iran-Contras-affären.

- Början av november – Ytterligare två utsläpp från kemiska fabriker i Basel, Schweiz förvärrar skadorna efter Sandozolyckan, enligt experter kan det ta 10-20 år innan Rhen är helt ekologiskt återställd [10].

- 1 november – En omfattande miljöskandal inträffar i Schweiz då giftiga ämnen från läkemedelsföretaget Sandoz lagerlokaler i Basel läcker ut i floden Rhen [6] efter en explosion i en kemisk fabrik. Alla djur och växter i floden ner till Karlsruhe dödas, liksom boskap som betar vid stränderna. Miljontals människor som fått vatten vid Rhen får istället vatten via tankbilar [10].
- 3 november – 98 personer omkommer då ett iranskt transportflygplan störtar [4].
- 7 november – Det avslöjas att USA i hemlighet sålt vapen till Iran.
- 12 november – Vapenkuppen i Järna: Inbrott och sprängning av mobiliseringsförråd i Järna, Södertälje.[10]
- 15 november – En person vinner nästan 8 miljoner kronor på V65, vilket är den största spelvinsten dittills i Sverige.

### December
- 4 december – Den svenska regeringen upphäver taximonopolet.
- 9 december – PKK-spåret i Palmeutredningen ifrågasätts av åklagarna [1].
- 12 december – 69 personer omkommer och 12 överlever då ett sovjetiskt flygplan kraschar vid landning i Östberlin, Östtyskland [4].
- 13 december – Fermentas styrelse avgår efter att revisorerna har granskat bokföringen, och Refaat El-Sayed tvingas avgå som VD [3].
- 18 december – Den svenska regeringen inrättar ett nytt miljö- och energidepartement under ledning av Birgitta Dahl [1].
- 23 december – Som ett led i sin politik med glasnost ("öppenhet") och perestrojka ("förnyelse") låter Michail Gorbatjov låta regimkritikern Andrej Sacharov återvända från sin förvisning till Gorkij.[6]

### Okänt datum
- USA:s militär vidtar åtgärder mot drogsmugglare i Bolivia [8].

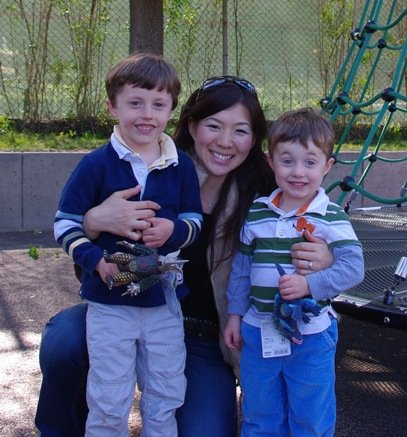
Au Pair in America.

- Au pair-programmet Au Pair in America godkänns av statsmakterna i USA [17].
- Electrolux köper amerikanska White Consolidated Industries och blir därmed världens största vitvaruföretag.
- Den klassiska biografen Svea i Sundsvall läggs ner. Jönssonligan dyker upp igen blir den sista film som visats där.
- Jämtlands länsstyrelse fridlyser Storsjöodjuret.
- Proteströrelsen Slow Food, som riktar sig mot snabbmatsrörelsen, grundas av Carlo Petrini i Italien.
- Sveriges Släktforskarförbund bildas.
- I Sverige läggs specialskolan Tomtebodaskolan för synskadade barn ner och ombildas till "Tomtebodaskolans resurscenter".
- Nordens äldste person någonsin avlider i Stockholm, 111 år gammal [1].
- Gudstjänstbesöken i Sverige har minskat med 900 000 på ett år [1].
- 845 000 brott har anmälts i Sverige på ett år [1].

## Födda

### Första kvartalet

#### Januari
- 2 januari – Per Karlsson, svensk fotbollsspelare.
- 6 januari
  - Petter Northug, norsk längdskidåkare.
  - Alex Turner, brittisk musiker (Arctic Monkeys).
  - Ellen Karlsson, svensk författare.
  - Irina Shayk, rysk fotomodell och skådespelare.
  - Usha Vance, amerikansk advokat.
- 14 januari – Fiona FitzPatrick, svensk discjockey och sångerska (Rebecca & Fiona).
- 26 januari – Eva Maydell, bulgarisk politiker.

#### Februari
- 1 februari – Elsa Billgren, svensk programledare, bloggare, personal shopper.
- 6 februari – Dane DeHaan, amerikansk skådespelare.
- 15 februari – Adam Lundgren, svensk skådespelare.
- 18 februari – Olli Immonen, finländsk politiker.
- 19 februari – Björn Gustafsson, svensk komiker.
- 25 februari
  - Danny Saucedo, svensk sångare.
  - Jameela Jamil, brittisk skådespelare och radioprogramledare.
- 26 februari – Oscar Holter, svensk låtskrivare.

#### Mars
- 16 mars – Alexandra Daddario, amerikansk skådespelare
- 18 mars – Lykke Li, svensk musiker.
- 27 mars
  - Johan Kvarnström, finländsk socialdemokratisk politiker.
  - Manuel Neuer, tysk fotbollsspelare.
- 28 mars
  - Lady Gaga, amerikansk sångare och låtskrivare.
  - Barbora Strýcová, tjeckisk tennisspelare.
- 30 mars – Sergio Ramos, spansk fotbollsspelare.

### Andra kvartalet

#### April
- 3 april – Amanda Bynes, amerikansk skådespelare.
- 8 april – Igor Akinfejev, rysk fotbollsspelare.
- 9 april – Leighton Meester, amerikansk skådespelare.
- 22 april – Amber Heard, amerikansk skådespelare.
- 27 april – Dinara Safina, rysk tennisspelare.

#### Maj
- 13 maj
  - Robert Pattinson, brittisk skådespelare.
  - Alexander Rybak, vitrysk-norsk musiker.
- 16 maj – Megan Fox, amerikansk skådespelare.
- 20 maj – Robert Emms, brittisk skådespelare.
- 21 maj – Mario Mandžukić, kroatisk fotbollsspelare.
- 30 maj – Pavel Parfeni, moldavisk sångare.

#### Juni
- 11 juni – Shia LaBeouf, amerikansk skådespelare.
- 13 juni
  - Ashley Olsen, amerikansk skådespelare.
  - Mary-Kate Olsen, amerikansk skådespelare.
  - Måns Zelmerlöw, svensk programledare och sångare.

### Tredje kvartalet

#### Juli
- 2 juli – Lindsay Lohan, amerikansk skådespelare.
- 29 juli – Anton Belov, rysk ishockeyspelare.

#### Augusti
- 6 augusti – Sara Skyttedal, svensk politiker.
- 15 augusti – Jenni Pitko, finländsk politiker.
- 21 augusti
  - Usain Bolt, jamaicansk friidrottare.
  - Conor Clapton, brittisk pojke, son till Eric Clapton och Lory Del Santo
- 27 augusti – Sebastian Kurz, österrikisk politiker, Österrikes förbundskansler sedan 2017.
- 28 augusti
  - Florence Welch, brittisk sångare.
  - Armie Hammer, amerikansk skådespelare.

#### September
- 8 september
  - Maria Forsblom, svensk programledare i TV4.
  - Leah LaBelle, amerikansk sångare.
- 9 september – Jouni Ovaska, finländsk politiker.
- 18 september – Renaud Lavillenie, fransk friidrottare.
- 26 september – Sean Williams, zimbabwisk cricketspelare.
- 30 september – Olivier Giroud, fransk fotbollsspelare.

### Fjärde kvartalet

#### Oktober
- 4 oktober – David Lindén, svensk-indisk författare och ledarskribent.
- 23 oktober – Emilia Clarke, brittisk skådespelare.
- 24 oktober – Drake, kanadensisk rappare.
- 30 oktober – Thomas Morgenstern, österrikisk backhoppare.

#### November
- 14 november – MatPat, amerikansk skådespelare.
- 22 november – Oscar Pistorius, sydafrikansk sprinter och mördare.

#### December
- 1 december
  - DeSean Jackson, amerikansk utövare av amerikansk fotboll.
  - Andrew Tate, amerikansk-brittisk Internetpersonlighet och tidigare kickboxare.
- 8 december – Amir Khan, brittisk boxare.
- 11 december – Tiina Elovaara, finländsk politiker.
- 15 december – Radosław Majewski, polsk fotbollsspelare.
- 19 december – Ryan Babel, nederländsk fotbollsspelare.
- 26 december – Kit Harington, brittisk skådespelare.
- 27 december – Chris Rörland, svensk gitarrist, medlem i Sabaton.
- 30 december – Ellie Goulding, brittisk musiker.

## Avlidna

### Första kvartalet

#### Januari
- 4 januari
  - Gösta Bernhard, 75, svensk skådespelare och revyförfattare[1].
  - Christopher Isherwood, 81, brittisk författare.
  - Phil Lynott, 36, irländsk musiker (Thin Lizzy).
- 10 januari – Jaroslav Seifert, 84, tjeckoslovakisk poet, Nobelpristagare i litteratur 1984.
- 14 januari – Thierry Sabine, 36, fransk rallyförare.
- 23 januari – Joseph Beuys, 64, tysk konstnär.
- 24 januari – L. Ron Hubbard, 74, amerikansk science fiction-författare, grundare av Scientologikyrkan.
- 28 januari
  - Gregory Jarvis, 41, amerikansk astronaut.
  - Christa McAuliffe, 37, amerikansk astronaut.
  - Ronald McNair, 35, amerikansk astronaut.
  - Ellison Onizuka, 39, amerikansk astronaut.
  - Judith Resnik, 36, amerikansk astronaut.
  - Dick Scobee, 46, amerikansk astronaut.
  - Michael J. Smith, 40, amerikansk astronaut.

#### Februari
- 1 februari – Alva Myrdal, 84, svensk politiker (Socialdemokraterna) och statsråd, mottagare av Nobels fredspris 1982.[1].
- 7 februari – Harris Ellsworth, 86, amerikansk republikansk politiker, kongressledamot 1943–1957.
- 28 februari – Olof Palme, 59, svensk politiker (Socialdemokraterna), Sveriges statsminister 1969–1976 och 1982–1986, mördad[1].

#### Mars
- 6 mars – Georgia O'Keeffe, 98, amerikansk målare.
- 30 mars – James Cagney, 86, amerikansk skådespelare.

### Andra kvartalet

#### April
- 4 april – Nanna Svartz, 95, svensk professor i medicin.
- 14 april – Simone de Beauvoir, 78, fransk filosof och författare.
- 15 april – Jean Genet, 75, fransk författare.
- 19 april – Dag Wirén, 80, svensk kompositör.
- 22 april – Mircea Eliade, 79, rumänsk religionshistoriker.
- 23 april – Otto Preminger, 80, amerikansk filmregissör.
- 24 april – Wallis Simpson, 89, hertiginnan av Windsor.
- 25 april – Armas Sastamoinen, svensk journalist.

#### Maj
- 2 maj – Henri Toivonen, 29, finländsk rallyförare.
- 9 maj – Tenzing Norgay, nepalesisk sherpa och bergsbestigare.
- 15 maj – Elio de Angelis, 28, italiensk racerförare.
- 26 maj – Gunnar Björnstrand, 76, svensk skådespelare.
- 29 maj – Helmer Grundström, 82, svensk författare.

#### Juni
- 13 juni
  - Benny Goodman, 77, amerikansk klarinettist och orkesterledare.
  - Ulla Strömstedt, 46, svensk-amerikansk-tysk skådespelare.
- 14 juni – Jorge Luis Borges, 86, argentinsk författare.

### Tredje kvartalet

#### Juli
- 10 juli – Lê Duẩn, 79, vietnamesisk politiker.
- 18 juli – Stanley Rous, 91, brittisk fotbollsdomare, ordförande för FIFA 1961–1974.
- 26 juli – W. Averell Harriman, 94, amerikansk politiker och diplomat.

#### Augusti
- 2 augusti – Roy Cohn, 59, amerikansk jurist.
- 6 augusti – Beppe Wolgers, 57, svensk författare, poet, översättare, underhållare [1].
- 22 augusti – Celâl Bayar, 103, turkisk politiker, Turkiets premiärminister 1937–1939 och president 1950–1960.
- 28 augusti – Elvi Sinervo, 74, finländsk författare.
- 31 augusti
  - Urho Kekkonen, 85, finländsk politiker, Finlands statsminister 1950–1953 och 1954–1956 samt president 1956–1982[7].
  - Henry Moore, 88, brittisk modernistisk skulptör.

#### September
- 25 september – Nikolaj Semjonov, 90, sovjetisk kemist och fysiker, Nobelpristagare i kemi 1956.
- 27 september – Cliff Burton, 24, amerikansk basist (Metallica).

### Fjärde kvartalet

#### Oktober
- 11 oktober – Georges Dumézil, 88, fransk filolog.
- 19 oktober – Samora Machel, 53, moçambikisk politiker och rebelledare, Moçambiques president 1975–1986.
- 22 oktober – Albert Szent-Györgyi, 93, ungersk-amerikansk fysiolog, Nobelpristagare i fysiologi eller medicin 1937.

#### November
- 8 november – Vjatjeslav Molotov, 96, sovjetisk politiker, Sovjetunionens utrikesminister 1939–1949 och 1953–1956.
- 20 november – Arne Beurling, 81, svensk matematiker.
- 29 november – Cary Grant, 82, amerikansk skådespelare.

#### December
- 10 december – Susan Cabot, 59, amerikansk skådespelare.
- 15 december – Serge Lifar, 81, ukrainsk balettdansör.
- 29 december
  - Harold Macmillan, 92, brittisk politiker, Storbritanniens premiärminister 1957–1963.
  - Andrej Tarkovskij, 54, sovjetisk filmregissör.

## Nobelpris
- Fysik
  - Ernst Ruska, Västtyskland [18]
  - Gerd Binnig, Västtyskland [18]
  - Heinrich Rohrer, Schweiz [18]
- Kemi
  - Dudley R Herschbach, USA [18]
  - Yuan T Lee, USA [18]
  - John C Polanyi, Kanada [18]
- Medicin
  - Stanley Cohen, USA [18]
  - Rita Levi-Montalcini, USA / Italien [18]
- Litteratur – Wole Soyinka, Nigeria [18]
- Fred – Elie Wiesel, USA [18]
- Ekonomi – James M. Buchanan, USA [18]

### Fotnoter
1. 1 2 3 4 5 6 7 8 9 10 11 12 13 14 15 16 17 18 19 20  Hundra år i Sverige – 1986, Hans Dahlberg, Albert Bonniers, 1999
2. ↑  ”World Statesmen”. http://www.worldstatesmen.org/South_Africa.html.
3. 1 2 3 4 5 6 7 8 9 10  Sverige 1900-talet – 1986, NE, Bra Böcker, 2000
4. 1 2 3 4 5 6 7 8 9  Faktakalendern 1996, Semic, 1995
5. 1 2 3 4 5  100 år med Aftonbladet – 1986, 1999
6. 1 2 3 4 5 6 7 8 9 10 11 12 13  20:e århundrades När Var Hur – 1986, Bernt Himmelstedt, Forum, 1999
7. 1 2  Faktakalendern 2000 – 1986 (Utlandet), Semic, 1999
8. 1 2 3  USA:s militära insatser i utlandet
9. ↑  ”Accidents by Airline”. http://www.planecrashinfo.com/Airline/AL%20M.htm.
10. 1 2 3 4 5 6 7 8 9 10 11  Faktakalendern 1997, Semic, 1996
11. 1 2  Benjamin K. Sovacool. The costs of failure: A preliminary assessment of major energy accidents, 1907–2007, Energy Policy 36 (2008), p. 1806.
12. ↑  ”Trafikrutan 13 februari 2009”. http://www.trafiknyktert.nu/visning/Trafikrutan_090213.pdf.[död länk]
13. 1 2  Faktakalendern 2006, Semic, 2005
14. ↑  Sverige 1900-talet – Fädernas kyrka – kärast bland samfund?, NE, Bra Böcker, 2000
15. ↑  ”Saab Turbo – “The Long Run” 1986”] (på engelska). Saabhistory.com. Arkiverad från originalet den 24 maj 2012. https://archive.is/20120524194626/http://www.saabhistory.com/2007/05/16/saab-turbo-the-long-run-1986/. Läst 26 december 2008.
16. ↑  NYT (16 oktober 1986). ”Recipients of Ellis Island Awards”. New York Times. Läst 28 mara 2019.
17. ↑  ”Au Pair in America – About Us”. http://www.aupairamerica.co.uk/about-us.php.
18. 1 2 3 4 5 6 7 8 9 10 11  ”Nobelpriset”. https://www.nobelprize.org/prizes/lists/all-nobel-prizes/. Läst 10 april 2011.